# Астрашапкин, Олег Александрович
Олег Астрашапкин (бел. Алег Аляксандравіч Астрашапкін, род. 20 января 1992 года, Могилёв, Белоруссия) — белорусский гандболист, правый полусредний сборной Белоруссии и клуба «Зенит».

## Карьера
В детстве занимал гандболом в Могилёве. Профессионально начал карьеру в клубе «Машека» в 2011 году. В 2011 перешёл в «БГК им. Мешкова», где провел 5 сезонов. Затем провёл два сезона в Венгрии за клуб «Чурго». В 2020 году стал игроком команды ЦСКА.
В июне 2024 года перешел в «Зенит», став седьмым белорусским гандболистом в составе команды. В сезоне-2024/25 стал чемпионом России по гандболу в составе санкт-петербургского «Зенита». В финальной серии из трех матчей был обыгран московский ЦСКА: 2-1. 